# Ma plus belle histoire d'amour (album)
Pour les articles homonymes, voir Ma plus belle histoire d'amour.
Albums de Barbara
Barbara singt Barbara
(1967) Le Soleil noir
(1968)
Ma plus belle histoire d'amour est le huitième album de Barbara, sorti en 1967.

## Autour de l'album
L'album est diffusé en LP par Philips, en versions monophonique et mono/stéréophonique.
Il est réédité en 2002 en CD chez Mercury.

## Liste des titres
| No | Titre                                        | Durée |
| -- | -------------------------------------------- | ----- |
| 1. | Parce que (je t'aime)                        |       |
| 2. | Y'aura du monde                              |       |
| 3. | La Dame brune (en duo avec Georges Moustaki) |       |
| 4. | Au cœur de la nuit                           |       |
| 5. | Ma plus belle histoire d’amour               |       |
| 6. | Marie Chenevance                             |       |
| 7. | À chaque fois                                |       |
| 8. | Madame                                       |       |
| 9. | Les Rapaces                                  |       |